# Aire naturelle d'État d'Enchanted Rock
La aire naturelle d'État d'Enchanted Rock (en anglais : Enchanted Rock State Natural Area) est une aire protégée américaine située dans les comtés de Gillespie et Llano, au Texas. Ce parc d'État protégeant l'Enchanted Rock a ouvert en octobre 1978. On y trouve de nombreux sentiers de randonnée, parmi lesquels le Summit Trail mène au sommet du monolithe.